# Neon Meate Dream of a Octafish: A Tribute to Captain Beefheart & His Magic Band
Neon Meate Dream of a Octafish: A Tribute to Captain Beefheart & His Magic Band è un album tributo alla musica di Captain Beefheart pubblicato nel 2003.

## Il disco
Il titolo del disco prende il nome da un brano presente nell'album più celebre di Beefheart e soci, Trout Mask Replica. Si tratta di una raccolta di brani sparsi provenienti da diversi dischi di Don Van Vliet interpretati da nomi noti e meno noti dell'alternative rock statunitense, tra cui Mike Watt, Jad Fair degli Half Japanese, Racebannon, Don Fleming dei Velvet Monkeys o i Dapper con Thurston Moore.
La copertina della raccolta è una rielaborazione grafica di quella del già citato Trout Mask Replica, con la testa di carpa sostituita da un polpo.

## Tracce
Testi e musiche di Don Van Vliet.
1. Mike Watt – Dirty Blue Gene – 3:47
2. Weasel Walter – Flash Gordon's Ape – 4:16
3. A Warm Palindrome – Orange Claw Hammer – 3:29
4. Racebannon – Electricity – 5:33
5. Miss Murgatroid – Neon Meate Dream of a Octafish – 2:02
6. Monotract – Ink Mathematics – 2:32
7. Trumans Water – Hair Pie: Bake 2 – 2:24
8. Dacaer Pinga and Black Alaska – Bad Ronald Baked a Wooden Hairpie, and No One Would Eat It, Not Even Old Whale Waist Seymour – 3:52
9. Jad Fair with Daisy Cooper – Too Much Time – 3:17
10. Nel Aspinal – Sugar 'n Spikes – 2:20
11. Ortho – Apes Ma – 1:07
12. Brian McMahon – I Got Love on My Mind – 4:37
13. Bright – Korn Ring Finger – 5:57
14. Moy – Yellow Brick Road – 2:45
15. Azalia Snail – Abba Zabba – 2:40
16. Don Fleming – Three Months in the Mirror – 4:28
17. 25 Suaves – Dachau Blues – 1:30
18. Vig Esp – Willie the Pimp – 3:38
19. Old Time Relijun – Wild Life – 2:38
20. Dapper – Beatle Bones and Smokin' Stones – 8:12